# Giacomo Bove

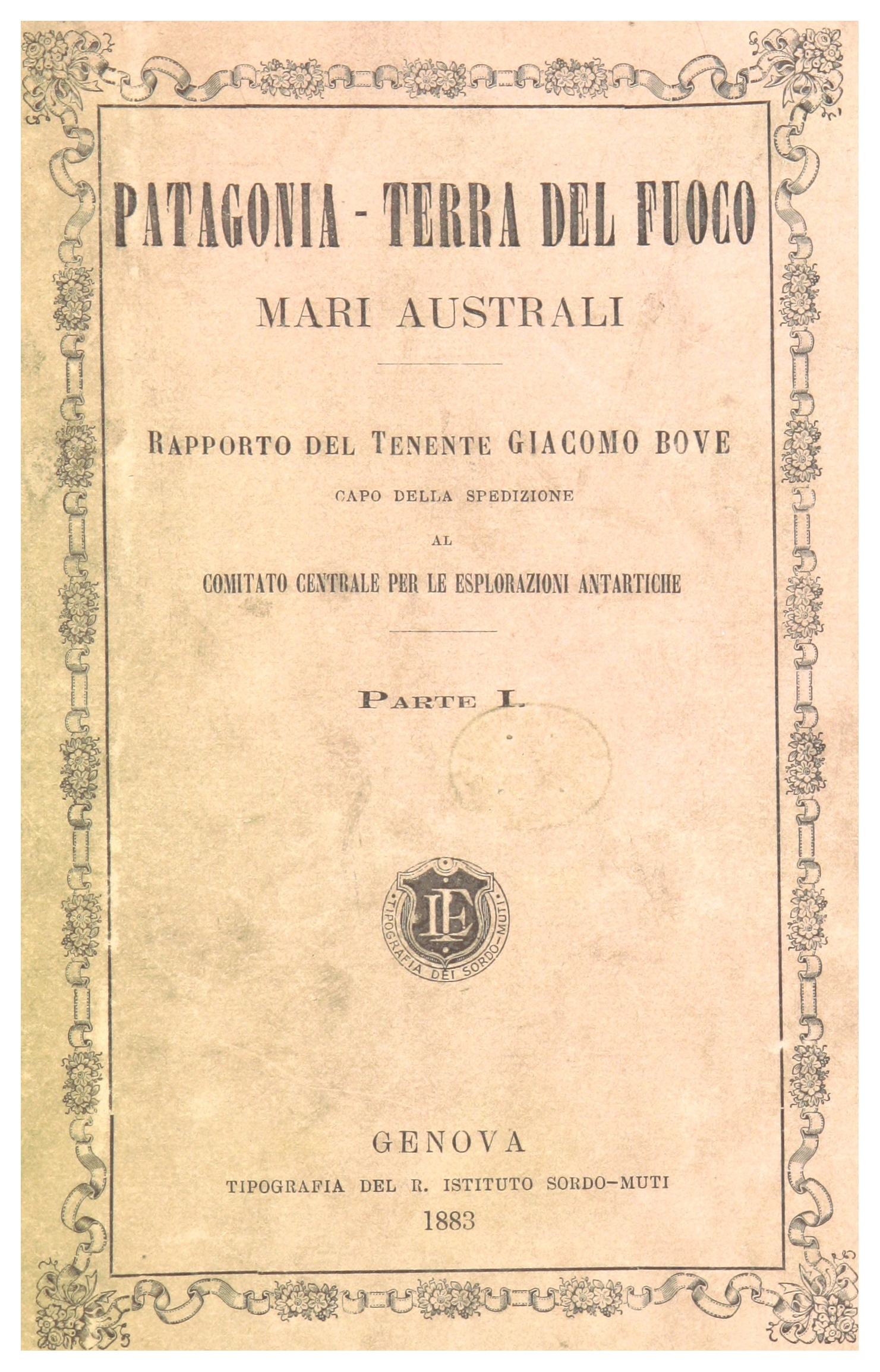
Portada de la primera parte del reporte realizado por Bove de la Expedición Científica Austral Argentina (1881-1882).

Giacomo Bove (Maranzana, 23 de abril de 1852-Verona, 9 de agosto de 1887) fue un navegante, explorador y oficial de la Armada Real de Italia.
Asistió a la Escuela Naval de Génova, en donde se graduó con honores; por ello tuvo la oportunidad de integrar en 1872 la expedición científica al Extremo Oriente (China, Singapur, Japón, la isla de Borneo, Filipinas) de la nave Governolo como guardiamarina.
Posteriormente fue integrante de la campaña hidrográfica en las costas de Calabria y Sicilia, y de la expedición al Ártico del geógrafo sueco Adolf Erik Nordenskjöld que fue el primero en realizar la ruta marítima del Mar del Norte navegando por la costa septentrional de Europa y Asia para llegar al océano Pacífico a través del estrecho de Bering.

## Expedición Científica Austral Argentina
En 1880 proyectó una expedición a la Antártida, pero tuvo que abandonar la idea por falta de apoyo económico.
Estanislao Zeballos, fundador y presidente del Instituto Geográfico Argentino, se enteró de los planes de Bove a través de la prensa y decidió patrocinarlo —con la ayuda económica conseguida a través de una comisión cooperadora creada para tal fin— y darle el apoyo logístico necesario. Sin embargo se decidió modificar los destinos: en lugar de la Antártida, el objeto de estudio serían las costas de la Patagonia, para hacer un reconocimiento de faros y balizas, y estudio del suelo y la fauna.
Así se iniciaría la «Expedición Científica Austral Argentina» o bien «Expedición Italoargentina de 1881-1882», con Bove como jefe científico, que partió desde Buenos Aires en diciembre de 1881 y regresó en septiembre de 1882, habiendo recorrido toda la costa atlántica incluyendo la isla de los Estados y el canal Beagle. Formaban parte de la expedición, entre otros, el comandante Luis Piedrabuena, el cirujano de primera clase Federico R. Cuñado, el geólogo Domenico Lovisato, el botánico Carlos Luis Spegazzini, el ictiólogo Decio Vinciguerra y el teniente Giovanni Roncagli, geógrafo, dibujante y pintor. Para la expedición se destinaron la cañonera Uruguay y la corbeta Cabo de Hornos, bajo el mando militar del teniente coronel Rafael Blanco.
El 17 de diciembre de 1881 zarparon desde Buenos Aires con rumbo a Montevideo, en donde estuvieron hasta el 25, cuando iniciaron el itinerario rumbo al sur. Bove escribió un extenso informe, Patagonia - Terra del Fuoco. Mari australi, donde además del relato pormenorizado de los sucesos durante el viaje, constan los apuntes de Vinciguerra acerca de la zoología de la zona, los de Spegazzini sobre botánica y los de geología de Lovisato, y un vocabulario aborigen de unas doscientas palabras. Según Bove los más completos informes fueron los realizados en la isla de los Estados.
Desde esta isla zarparon el 28 de marzo de 1882 rumbo a Punta Arenas a través del estrecho de Magallanes. Allí Bove logró fletar una goleta, la San José (antes Golden West), para poder navegar por el canal Beagle en dirección a Ushuaia. En ese recorrido hicieron un alto en el monte Sarmiento al que Lovisato ascendió sin lograr llegar a la cúspide.
En Ushuaia recibieron a la expedición el encargado de la misión anglicana Thomas Bridges y los pastores John Lawrence y Roberto Whaits.
Bridges deseaba trasladar la misión anglicana a la isla Gable por ser más favorable para los aborígenes, por lo que Bove lo invitó a acompañarlo en su nuevo itinerario por el Beagle; el misionero y el aborigen Ascapan se sumaron al viaje rumbo a bahía Sloggett, lugar donde, una vez echada el ancla, la acción del viento y la marea hicieron encallar a la San José volteándola sobre su lado izquierdo. El grupo de científicos y su tripulación fueron rescatados, pero la gran cantidad de muestras de especies terrestres y marítimas que habían logrado colectar se perdieron en el naufragio.
El Instituto Geográfico Argentino publicó el informe de Bove en 1882 (Expedición Austral Argentina. Informes preliminares presentados a SS.EE. los Ministros del Interior y de Guerra y Marina de la República Argentina) y en 1883 hizo lo propio el Boletín de la Sociedad Geográfica Italiana (La spedizione antartica italoargentina).

## Otras expediciones
En 1883 emprendió dos nuevas expediciones: a Misiones y el Alto Paraná, y a Tierra del Fuego.
De la primera escribió el libro Note di un viaggio nelle Missioni ed Alto Paraná (1885).
La siguiente fue al África en 1886. Allí contrajo una enfermedad que le produjo fiebre muy alta. Seguidamente abandonó la Marina y se hizo cargo de la dirección de una compañía de navegación. Nunca se recuperó del mal que lo aquejaba y finalmente decidió quitarse la vida; el 9 de agosto de 1887 fue encontrado muerto con dos disparos en la cabeza y un revólver en su mano.